# Еди Хејзел
Едвард Еарл Хејзел (Edward Earl Hazel, 10. априла 1950. – 23. децембра 1992) био је амерички гитариста и певач у раној фази функ музике Сједињених Држава, свирао је главну гитару у саставу Parliament-Funkadelic. У музичком магазину Rolling Stone 2015. године Хазел је заузео 83. место на листи 100 најбољих гитариста.

## Биографија
Иако је рођен 1950. у њујоршком Бруклину, Хазел је одрастао у Плејнфилду у Њу Џерсију јер је његова мајка Грејс Кук (Grace Cook) желела да њен син одрасте у окружењу без притисака дроге и криминала за који је осећала да је прожет у Њујорку. Још од малих ногу, Еди је почео свирати гитару, коју му је као божићни поклон поклонио старији брат. У младости је такође и певао у црквеном хору. Са 12 година, Еди се упознао са Билијем "Басом" Нелсоном (Billy "Bass" Nelson), са којим је убрзо почео и да наступа, у међувремену двојац је убрзо додао и бубњара Харвеја МекГиа (Harvey McGee).

## Смрт
Децембра 23. 1992. године Хејзел је умро од унутрашњег крварења и запаљења јетре. На његовој сахрани свирана је његова "Maggot Brain", песма коју је Rolling Stone назвао једном од сто најбољих гитарских песама свих времена.

## Дискографија

### Parliament-Funkadelic
- "Give Up The Funk (Tear The Roof Off The Sucker)" (Parliament),1976
- "One Nation Under a Groove (song)|One Nation Under a Groove" (Funkadelic),1978
- "(Not Just) Knee Deep" (Funkadelic),1979
- "Atomic Dog" ([[George Clinton (funk musician)|George Clinton),1982
- "Flash Light (song)|Flash Light" (Parliament (band)|Parliament),1978
- "Maggot Brain (song)|Maggot Brain" (Funkadelic),1971
- "P-Funk (Wants to Get Funked Up)" (Parliament),1976
- "Mothership Connection (Star Child)" (Parliament),1976
- "Aqua Boogie (A Psychoalphadiscobetabioaquadoloop)" (Parliament),1978
- "Bootzilla" (Bootsy's Rubber Band),1978
- "Funkentelechy" (Parliament),1977
- "Do That Stuff" (Parliament),1977
- "The Pinocchio Theory" (Bootsy's Rubber Band),1977
- "Up For The Down Stroke (song)|Up for the Down Stroke" (Parliament),1974
- "Chocolate City (song)|Chocolate City" (Parliament),1975
- "Bop Gun (Endangered Species)" (Parliament),1977
- "Dr. Funkenstein" (Parliament),1977
- "Do Fries Go with That Shake?" (George Clinton),1986
- "The Electric Spanking of War Babies (song)|The Electric Spanking of War Babies" (Funkadelic),1981

### Соло каријера
- "Game, Dames and Guitar Thangs" (1977), Warner Bros.
- "A Night for Jimi Hendrix" (Live At "Lingerie Club", Hollywood, 1990) [feat. Krunchy]
- "Jams From the Heart" (1994), JDC - EP
- "Rest in P" (1994), P-Vine
- "At Home (With Family)" (2006), Eddie Hazel
- "The Basement Rehearsals (feat. Krunchy)" (2014)